# Óscar Ulloa
Óscar Antonio Ulloa (19 marzo 1963) è un ex calciatore salvadoregno, di ruolo attaccante.
Anche i suoi figli Óscar Alejandro e Ricardo sono calciatori.